# Covington County, Mississippi
Covington County är ett administrativt område i delstaten Mississippi, USA. År 2010 hade countyt 19 568 invånare. Den administrativa huvudorten (county seat) är Collins. 

## Geografi
Enligt United States Census Bureau har countyt en total area på 1 075 km². 1 072 km² av den arean är land och 3 km² är vatten. 

### Angränsande countyn
- Smith County - nord
- Jones County - öst
- Forrest County - sydost
- Lamar County - syd
- Jefferson Davis County - väst
- Simpson County - nordväst

### Städer och samhällen
- Collins (huvudort)
- Mount Olive
- Seminary